# Илюхин, Иван Алексеевич
Ива́н Алексе́евич Илю́хин (1916 — 2001) — советский дипломат. Чрезвычайный и полномочный посол.

## Биография
Участник Великой Отечественной войны. На дипломатической работе с 1956 года.
- В 1956—1961 годах — сотрудник Посольства СССР в Австрии.
- В 1961—1963 годах — на ответственной работе в центральном аппарате МИД СССР.
- В 1963—1967 годах — советник-посланник Посольства СССР в Румынии.
- В 1967—1978 годах — на ответственной работе в центральном аппарате МИД СССР.
- С 11 сентября 1978 по 14 октября 1984 года — чрезвычайный и полномочный посол СССР в Того[1].

## Награды
- Медаль «За оборону Москвы»
- Медаль «За победу над Германией в Великой Отечественной войне 1941—1945 гг.» (9 мая 1945)
- Орден Отечественной войны II степени (1 сентября 1945)
- Орден «Знак Почёта» (трижды; 23 августа 1944, 31 декабря 1966, 22 октября 1971[2])
- Орден Дружбы народов (1981)